# Lars Bo Larsen

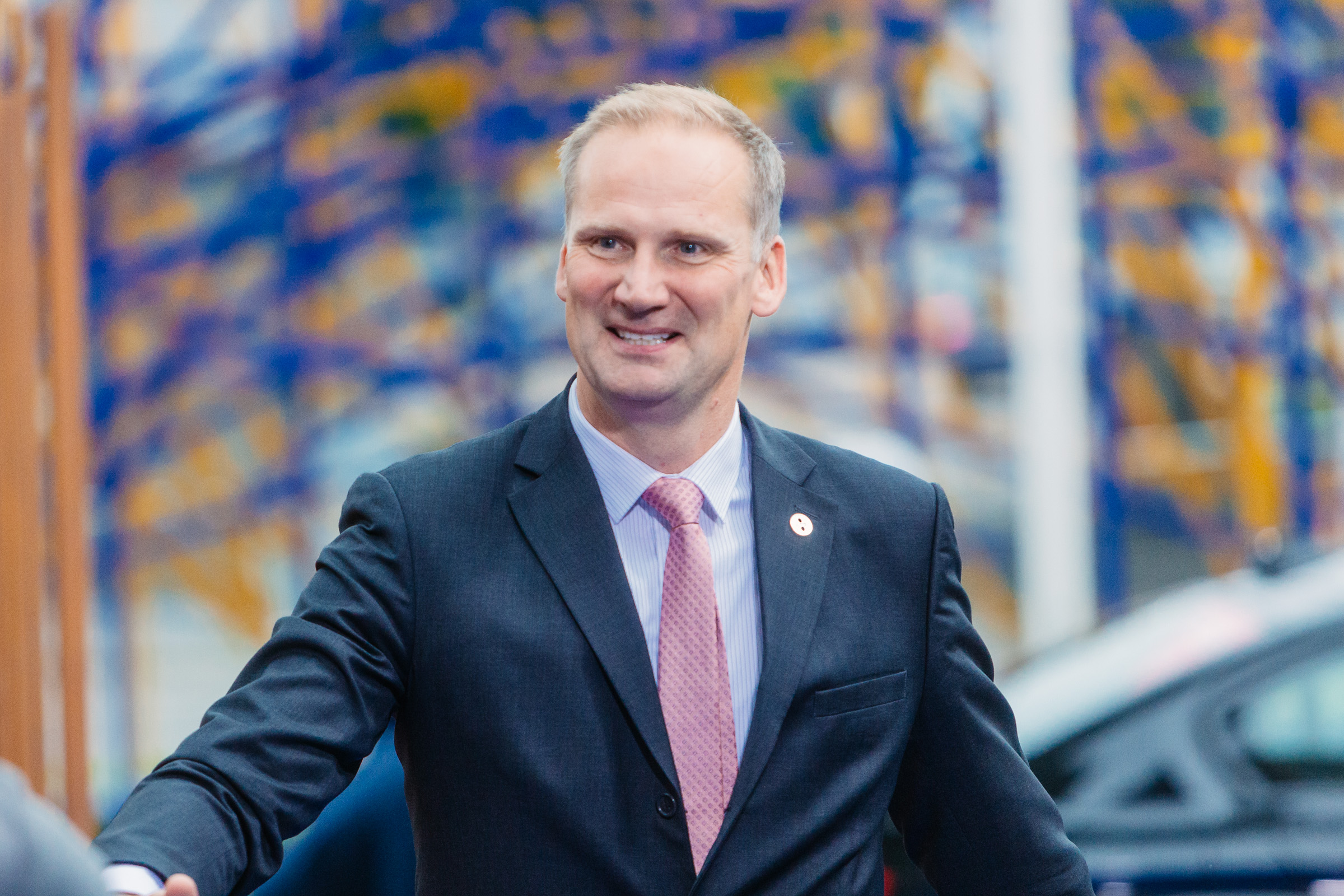
Lars Bo Larsen (2017)

Lars Bo Larsen (* 1975 in Aarhus, Dänemark) ist ein dänischer Diplomat.

## Werdegang
Larsen war von 1999 bis 2000 an der Humboldt-Universität zu Berlin und erhielt dort ein Diplom in Staatswissenschaften und Geschichte. Seinen Master erhielt er von der Universität Aarhus, die er von 1995 bis 2001 besuchte.
Seit 2001 ist er für das dänische Außenministerium tätig. Von 2005 bis 2007 war er erster Sekretär der Botschaft in Den Haag. Von 2007 bis 2008 arbeitete er als Senior Associate bei McKinsey & Company in Kopenhagen, bevor er wieder in das Außenministerium als Leiter der Abteilung EU-Recht und innere Angelegenheiten wurde. Von 2009 bis 2013 war er Berichterstatter für Europa im Außenministerium und von 2013 bis 2017 stellvertretender Missionschef der dänischen Botschaft in Peking (Volksrepublik China). Von 2017 bis 2020 war er Botschafter, mit dem Arbeitsbereich europäische und Sicherheitspolitik in der Ständigen Vertretung Dänemarks bei der Europäischen Union in Brüssel (Belgien). Er war der dänische Repräsentant im  Political and Security Committee (PSC/COPS). Mit seinen Erfahrungen in China vertrat er die Meinung, dass die traditionell auf die direkte Nachbarschaft ausgerichtete europäische Außenpolitik sich verstärkt um Asien und den pazifischen Raum kümmern müsse und sammelte unter den Botschaftern eine Gruppe von Unterstützern dieser Ansicht. Seit August 2020 ist er Botschafter Dänemarks in Jakarta, mit der Zuständigkeit für die ASEAN, Indonesien, Papua-Neuguinea und Osttimor. Die Akkreditierung für die ASEAN übergab Larsen an Generalsekretär Lim Jock Hoi am 6. November 2020.
Als die dänische Botschaft in Kuala Lumpur im Mai 2021 geschlossen wurde, erhielt Larsen auch die Zuständigkeit für Malaysia. Seine Akkreditierung übergab er am 1. Juni 2021. Seine Akkreditierung als dänischer Botschafter in Osttimor übergab Larsen, aufgrund der COVID-19-Pandemie, erst am 11. November 2021 virtuell.

## Sonstiges
Larsen ist mit Camilla Simoni Larsen verheiratet und hat vier Söhne. Er spricht neben Dänisch Englisch, Französisch, Niederländisch und Deutsch.